# Konqueror
Konqueror è un browser web, file manager, visualizzatore di documenti. È integrato nell'ambiente desktop KDE, disponibile per piattaforme GNU/Linux ed altri sistemi operativi.
Il nome Konqueror deriva da un gioco di parole con i nomi di altri browser web: "Dopo il Navigatore e l'Esploratore, arriva il Conquistatore". Naturalmente il Navigatore è Netscape Navigator e l'Esploratore è Internet Explorer. La K iniziale invece sottolinea il legame con l'ambiente desktop KDE.

## Storia
Konqueror è presente in KDE dalla serie 2, distribuita il 23 ottobre 2000. Prese il posto di KDE File Manager - "KFM", rispetto al quale introdusse la funzionalità di browser web.
Da KDE 2 fino a KDE 4 Konqueror è stato un "pilastro" di tutto KDE mettendo a disposizione in un unico programma la funzionalità di file manager e browser web. Con KDE 3 è stato ulteriormente migliorato, portandolo ad essere giudicato da molti blogger uno dei migliori file manager e web browser disponibili per KDE.
Con la presentazione di KDE 4 Konqueror è stato "spezzato" in due parti; la prima parte, quella di file manager è stata affidata ad un nuovo file manager chiamato Dolphin mentre la seconda parte, quella di browser web è rimasta invariata. Secondo gli sviluppatori questa decisione è stata resa necessaria per il fatto che con il tempo era diventato impossibile continuare a sviluppare un programma con funzioni di file manager e web browser, oltre al fatto che secondo molti questa "unione" di file manager e web browser non era il massimo dal punto di vista delle funzionalità.
Dal punto di vista delle prestazioni bisogna dire che questa scelta ha solo portato benefici in quanto prima utilizzando Konqueror come browser web in memoria veniva caricato anche il file manager.
Inoltre questa decisione ha portato miglioramenti anche a livello di sviluppo in quanto ora è possibile sviluppare e migliorare separatamente un browser web (Konqueror) e un file manager (Dolphin) rendendo lo sviluppo molto più prestante e veloce rispetto a prima quando entrambe le funzioni erano unite.
In definitiva in KDE 4 le funzioni di file manager sono affidate al nuovo Dolphin che punta molte delle sue funzioni alla semplicità e alla multimedialità dei contenuti, mentre come browser web rimane Konqueror anche noto ora con il nome di Konqueror 4.
Una cosa curiosa da evidenziare è il fatto che anche adesso in KDE 4  è possibile utilizzare Konqueror come file manager alternativo a Dolphin a segnalare il fatto che comunque la struttura interna del software è rimasta invariata. Gli sviluppatori di KDE a proposito di questo hanno segnalato che è possibile senza problemi utilizzare Konqueror come file manager ma non lo consigliano in quanto ormai la struttura interna di file manager non viene più sviluppata e quindi è addirittura ferma a KDE 3.
Ad essere precisi la scelta di dividere le funzioni del programma è stata presa precisamente con l'uscita di KDE 3.5.6 dove ci si ritrovò Konqueror e Dolphin, tuttavia quest'ultimo programma aveva quasi la metà delle funzioni di Konqueror. Soprattutto questo fatto ha portato gli utenti finali a protestare contro la scelta degli sviluppatori di dividere Konqueror per avere un programma decisamente non all'altezza. Con il tempo però soprattutto in KDE 4 Dolphin è stato sviluppato sempre di più e ad oggi la scelta è condivisa da molte più persone rispetto a prima.

## Caratteristiche
È in grado di visualizzare e, quando possibile, di stampare un vasto numero di formati file. Tutto ciò viene fatto appoggiandosi a dei gestori interni a KDE, i cosiddetti KPart, che vengono eseguiti nel momento in cui è necessario visualizzare per esempio un PDF, un documento di tipo office o un file multimediale. Il concetto alla base di Kparts è indicativamente simile a quello presente in Windows nei DCOM e negli ActiveX.
Konqueror è scaricabile e installabile separatamente da KDE. L'ultima versione disponibile del browser è la 24.05.2 rilasciata il 4 luglio 2024.
Esiste un progetto parallelo al browser principale, Konqueror Embedded o Konq/E (), che punta a produrre una versione dell'applicativo utilizzabile su dispositivi embedded come palmari o altri dispositivi portatili.

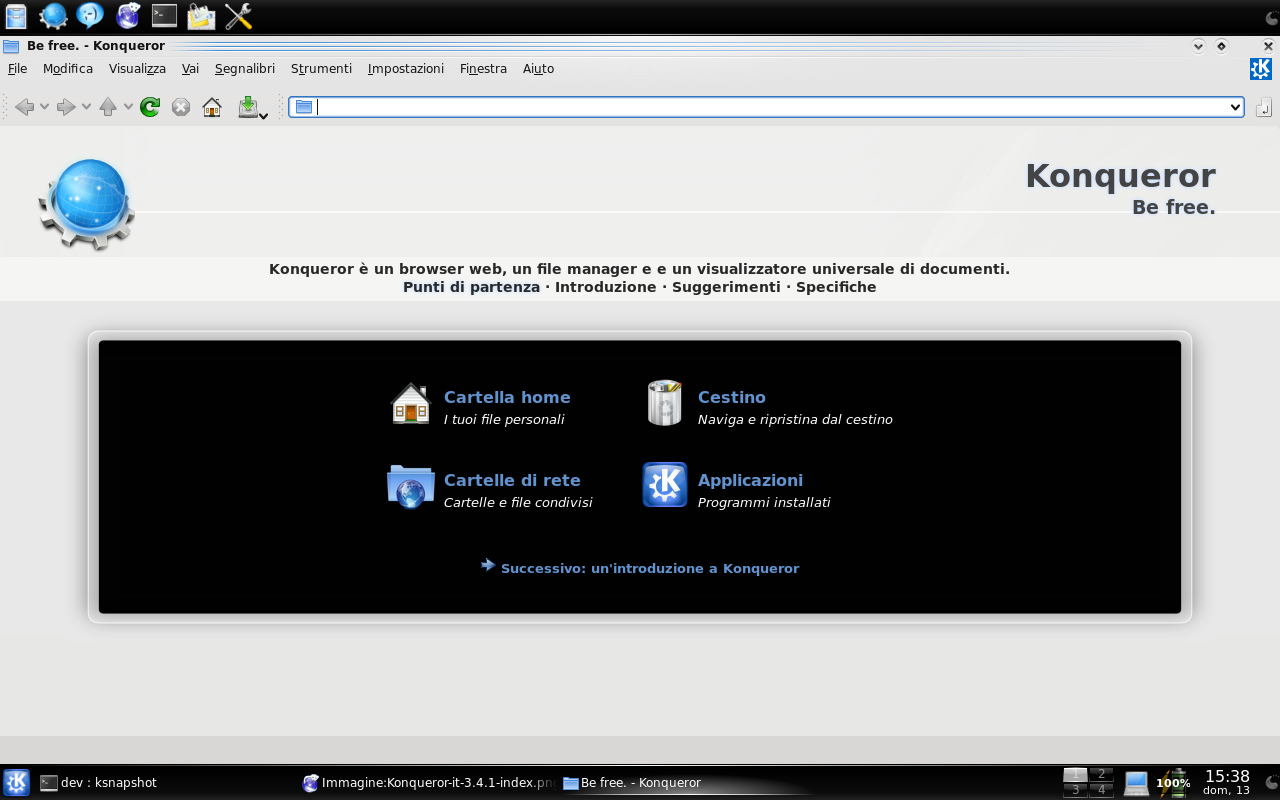
Una schermata di Konqueror

### Interfaccia utente
L'interfaccia utente di Konqueror è quella tipica di un browser web, ma presenta caratteristiche peculiari ed ampie possibilità di personalizzazione. L'interfaccia è profondamente influenzata dalla molteplicità di funzioni del programma stesso e dalla necessità quindi di adattamento a tutte le possibilità di utilizzo.
Konqueror è caratterizzato dalla presenza opzionale di un pannello laterale a sinistra, detto Pannello di navigazione, in grado di offrire molteplici funzionalità:
- accesso e gestione dei segnalibri, esemplificando è possibile avere la lista dei siti preferiti nel pannello a sinistra e cliccando sul segnalibro aprirlo nell'area di lavoro;
- visualizzazione della cronologia;
- accesso alla cartella utente (Home);
- accesso alle risorse di rete;
- accesso alla cartella radice (Root);
- accesso ai servizi come le applicazioni installate o i caratteri di sistema.

È disponibile inoltre un pannello in basso contenente un emulatore di terminale.
La configurazione dei pannelli può essere salvata in profili e caricata a seconda delle necessità di lavoro, sono anche presenti delle configurazioni predefinite:
- Gestione file, è caratterizzato dalla presenza del Pannello di navigazione pronto per facilitare l'accesso alle cartelle;
- Midnight Commander, divide l'area di lavoro in due parti, ognuna di queste permette l'accesso ad una risorsa come per esempio una cartella ed integra l'emulatore di terminale in basso;
- Navigazione Web, ottimizza l'interfaccia per questa funzione mostrando solo l'area di lavoro e la barra delle schede;
- Navigazione a schede, carica alcuni siti del progetto KDE in più schede;
- Sviluppo KDE, facilità l'accesso a risorse Web finalizzate a questo scopo.

È possibile utilizzare tutte le funzioni di navigazione (indietro, avanti, cronologia, ecc) in tutte le operazioni. Infine la barra degli indirizzi supporta il completamento automatico degli indirizzi dei file locali, gli alias per gli URL esterni e le funzioni di ricerca.

### Navigazione Web
Il layout engine predefinito è KHTML che gestisce la visualizzazione delle pagine HTML all'interno dell'intero progetto KDE. KHTML è anche alla base di WebKit, utilizzato da Safari, il browser ufficiale di macOS. A partire da KDE 4 è possibile utilizzare come motore di rendering alternativo anche WebKit, grazie all'infrastruttura KParts.

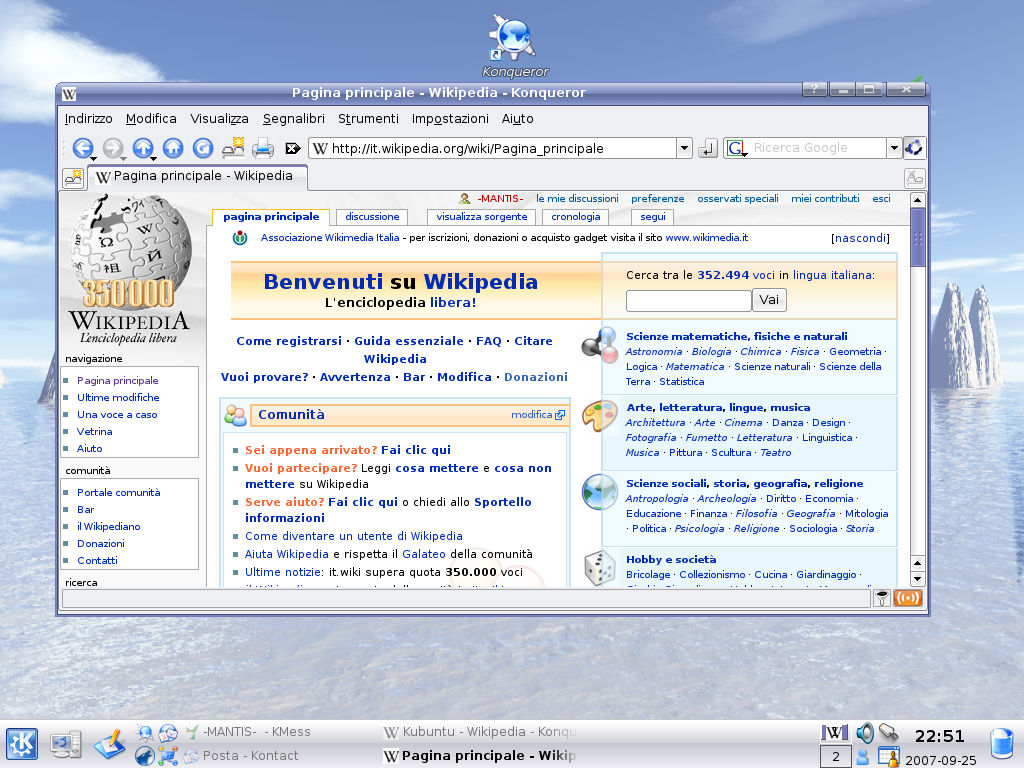
Una schermata di Konqueror su KDE 3.5

I download possono essere gestiti autonomamente da Konqueror o è possibile abilitare l'integrazione con KGet, il gestore di download predefinito di KDE.

### Gestione dei file
Konqueror può sfogliare le cartelle locali inserendo i percorsi nella barra degli indirizzi o facendo clic sulle voci nel pannello a sinistra di navigazione del file system.
Permette di navigare in modi differenti, integrando i componenti web con quelli del file system (per esempio selezionando «Usa file index.html», è possibile sfogliare una cartella come se fosse un sito web invece di vedere la lista dei file).
Tutti i file possono essere eseguiti, visualizzati, copiati, spostati e cancellati.
Con KDE 4 la gestione file è diventata di competenza di Dolphin, un nuovo programma appositamente progettato, ma Konqueror può ancora essere utilizzato come gestore file.

### Visualizzazione dei file
Usando il modello a oggetti KParts, Konqueror esegue i componenti che sono capaci di visualizzare (e a volte, modificare) tipi di file specifici.
Questo permette, per esempio, di visualizzare un documento di KOffice direttamente da Konqueror. Qualsiasi applicazione che implementa il modello KParts può essere integrata in Konqueror in questo modo.

### Critiche
Una critica che con il passare del tempo è stata sempre più condivisa dagli utenti finali è il fatto che, da quando Dolphin ha preso le funzioni di file manager, Konqueror come browser web non ha avuto più lo stesso sviluppo di qualche tempo fa portando il browser a non supportare nuove funzioni ritenute ormai essenziali in un comune browser web.
Inoltre a incidere ulteriormente c'è il motore di rendering su cui si basa Konqueror, KHTML, che a detta di molti è rimasto arretrato rispetto ad altri motori di rendering arrivando quindi a non leggere in modo completo alcuni nuovi siti web.
Conseguentemente Rekonq è stato scelto come browser predefinito nella popolare distribuzione GNU/Linux Kubuntu a partire dalla release 10.10 andando a sostituire Konqueror.